# Estadio Omar Hamadi
El Estadio Omar Hamadi (en árabe: ملعب عمر حمّادي), anteriormente llamado Stade communal de Saint Eugène (1935-1962), es un estadio multiusos ubicado en el barrio de Bologhine en la parte norte de la ciudad de Argel en Argelia.
El estadio fue inaugurado en 1935 y es uno de los estadios más antiguos de Argelia, se usa principalmente para la práctica del fútbol y posee una capacidad para 17 000 espectadores, el recinto es propiedad del club USM Alger y en ocasiones también es utilizado por el MC Alger.
Después de la independencia de Argelia en 1962, el estadio de Saint Eugène paso a llamarse Bologhine nuevo nombre de la ciudad. En 1998, el estadio fue rebautizado Bologhine Omar Hamadi, en honor a un exdirigente del club y revolucionario que fue condenado a muerte durante la Guerra de Liberación Nacional y que fue trágicamente asesinado junto con sus dos hijos en Bouzareah (Argel) por un grupo terrorista en 1995.
En el año 2000 el estadio fue remodelado, aumentando su capacidad que pasó de 12 000 a 18 000 espectadores.